# Ahmed Kathrada
Ahmed Mohamed Kathrada (21 tháng 8 năm 1929 – 28 tháng 3 năm 2017), đôi khi được gọi bằng biệt danh "Kathy", là một chính trị gia Nam Phi, cựu tù nhân chính trị và nhà hoạt động chống apartheid.
Do tham gia các hoạt động chống apartheid của Đại hội Dân tộc Phi (ANC), ông bị giam giữ một thời gian dài sau vụ xét xử Rivonia, sau đó bị giam giữ tại đảo Robben và nhà tù Pollsmoor. Sau khi được thả năm 1990, ông được bầu làm thành viên nghị viện, đại diện cho ANC. Ông là tác giả cuốn sách, No Bread for Mandela – Memoirs of Ahmed Kathrada, Prisoner No. 468/64.

## Thuở ban đầu
Ahmed Kathrada sinh ra ở thị trấn nhở của Schweizer–Reneke ở Tây Transvaal,.

## Bị bỏ tù

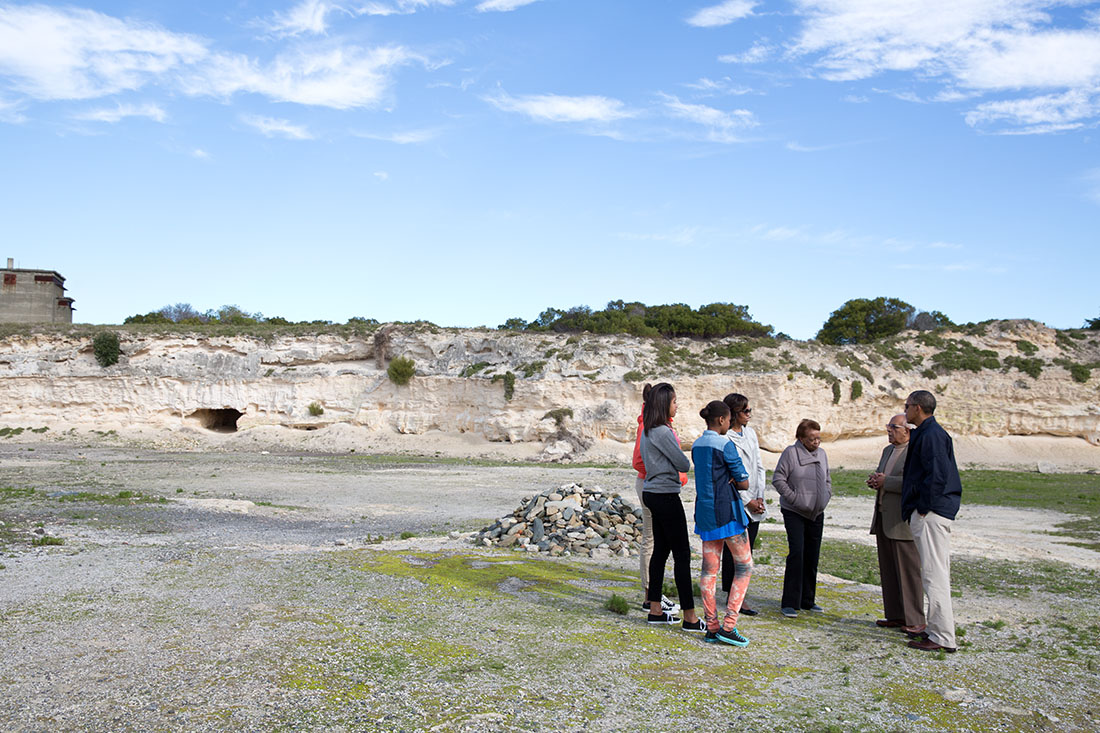
Kathrada hướng dẫn gia đình tổng thổng Hoa Kỳ Barack Obama một tour của đảo Robben, nơi ông bị giam từ năm 1964 đến 1982, vào năm 2013.

## Qua đời
Kathrada qua đời tại một trung tâm y tế ở Johannesburg vì những biến chứng của tắc nghẽn mạch não vào ngày 28 tháng 3 năm 2017, thọ 87 tuổi.

### Trích dẫn
1. ↑  Kathrada 2004, p. 373
2. ↑  "South African anti-apartheid veteran Ahmed Kathrada dead at 87". MicNode News (bằng tiếng Anh (Mỹ)). ngày 28 tháng 3 năm 2017. Bản gốc lưu trữ ngày 29 tháng 3 năm 2017. Truy cập ngày 28 tháng 3 năm 2017.
3. ↑  "Struggle stalwart Ahmed Kathrada has died". eNews Channel Africa. ENCA. Bản gốc lưu trữ ngày 28 tháng 3 năm 2017. Truy cập ngày 28 tháng 3 năm 2017.

### Tách phẩm được trích dẫn
- Kathrada, Ahmed (ngày 6 tháng 8 năm 2004). Marlene Burger (biên tập). Ahmed Kathrada memoirs. Paarl, South Africa: Zebra press. ISBN 1-86872-918-4.
- Mandela, Nelson (1996). The illustrated long walk to freedom. Paul Duncan (abridgement and picture editing). Boston: Little, Brown and Company. ISBN 0-316-88020-5.